# 古昌镇
古昌镇，是中华人民共和国重庆市荣昌区下辖的一个乡镇级行政单位。

## 行政区划
古昌镇下辖以下地区：
昌盛社区、大青杠村、冲锋村、玉带村、新民村和百合堂村。